# Kinografen
Kinografen var en dansk biograf, der var beliggende på Frederiksberggade 25 på Strøget i København. Biografen åbnede i 1906 og skiftede i 1940 navn til Bristol Teatret. Udover biografdrift drev Kinografen i 1910’erne og 1920’erne også virksomhed med filmproduktion og -distribution. Biografen Bristol lukkede i 1966.
Kinografen var også navnet på Nordisk Films personalebiograf i studierne i Valby.

## Etablering og de første år
Den danske filmpioner, kongelig hoffotograf Peter Elfelt, havde allerede i november 1901 etableret lokaler til fremvisning af levende billeder i Kjøbenhavns Kinoptikon, der var beliggende på Frederiksberggade 27. I Kjøbenhavns Kinoptikon vistes programmer med en blanding af Elfelts lysbilleder og levende billeder. Nyhedens interesse var dog kort, og allerede i maj 1902 året efter måtte Elfelt lukke Kinoptikon efter økonomiske tab.
Elfelt var dog fortsat aktiv som producent af levende billeder, og Elfelt åbnede allerede den 9. november 1906 sammen med den blot 25-årige Alexander Christian en ny biograf med 193 pladser i Kinoptikons naboejendom. Frederiksberggade 25 var en nyopført majestætisk ejendom tegnet af arkitekt Thorvald Gundestrup.
Kinografen viste som andre af de første biografer på denne tid programmer med forskellige små korte film i hver forestilling. I Kinografen vistes blandt andet den første danske fiktionsfilm, den ca. 2-3 minutter lange Henrettelsen af Elfelt i 1903.

## Filmproduktion og -distribution
Allerede i 1910 etablerede Kinografen filmproduktion og filmdistribution. Elfelt var indehaver af Kinografens biograftilladelse og var ikke involveret i den nye afdeling med produktion og distribution. Denne afdeling blev drevet af Alexander Christian og grosserer Oscar Philip. Visning af levende billeder blev i disse år voldsomt populært, og Kinografen blev i løbet af 1910’erne et af de større danske produktionsselskaber, ligesom virksomheden importerede flere udenlandske titler, der vistes i Kinografens egen biograf og som blev solgt til andre danske biografer. Kinografens første filmproduktion En Rekrut fra 64 var på ca. 34 minutter og kostede 14.000 kroner at producere; et stort beløb for en film på daværende tidspunkt. Filmproduktionen ophørte omkring 1918. Blandt Kinografens væsentlige produktioner i 1910’erne er filmene De fire Djævle (1911), Fristerinden (1916) og Katastrofen i Jernbane-Tunnelen (1917).

## Salg til Ole Olsen og Nordisk Films Kompagni
Peter Elfelts interesse i biografdriften aftog, og i 1922 blev Kinografen solgt til Ole Olsen fra Nordisk Films Kompagni. Med i handlen fulgte også Kinografens filmdistribution, der herefter blev lagt under Nordisk Film.
Kinografens biograf var indrettet i 1906, og på trods af visse forbedringer af biografsalen og indretningen var biografen ved Ole Olsens overtagelse utidssvarende, hvorfor den gamle biograf blev lukket i 1925 med henblik på en ombygning. Efter tre måneders ombygning genåbnede Kinografen den 1. oktober 1925 med en helt ny biografsal med plads til 288 pladser. Stolenes hældning var forbedret, lærredet større, og der var indrettet plads til et orkester, der kunne akkompagnere under visningen af stumfilmene.
En ændret biograflov fra 1933 betød, at Nordisk Film ikke længere kunne eje Kinografen, og Kinografen og biografbevillingen blev overtaget af August Blom. Filmdistributionen blev indstillet, hvorefter Kinografen udelukkende koncentrerede sig om biografdrift.

## Tiden fra midten af 1930’erne til 1966
Kinografen havde i 1920’erne og i begyndelsen af 1930’erne en forholdsvis “kunstnerisk” profil, men viste i konkurrence med Metropol flere af Walt Disneys tegnefilm med bl.a. Mickey Mouse. Efter August Bloms overtagelse af Kinografen gik biografens repertoire i en mere populær retning med visning af komediefilm, kriminalfilm og westerns.
August Blom anså en opgradering af Kinografen for nødvendig, og biografen blev derfor ombygget fra november 1939 til januar 1940, hvor den genåbnede, nu under navnet Bristol Teatret. Den genåbnede biograf havde nu plads til 317 gæster og havde fået nye fremvisere. Under krigen blev amerikanske, britiske og franske film forbudt, og der vistes i stedet flere tyske film, herunder den stærkt antisemitiske Jud Süss (1940) fra UFA. Filmen blev den mest populære film i Bristol under krigen. Senere under besættelsen blev der vist færre tyske film.
Efter krigen kom de amerikanske film atter på plakaten. August Blom døde i 1947 og biografen blev drevet videre af Bloms enke, Johanne. Der blev fortsat vist heltemodige amerikanske krigsfilm. Fra julen 1949 etablerede Bristol en tradition med juleshows ligesom konkurrenten Metropol længere nede ad Strøget. Bristols juleshows viste i sine juleshows amerikanske tegnefilm med Søren Spætte og Tom & Jerry.
Da Johanne Blom døde i 1961, blev biografen overtaget af sønnen, Haagen Fritz-Petersen. Efter sønnens overtagelse og Strøgets omdannelse til gågade i 1962 tog Bristol også erotiske film på plakaten, såsom Nudisternes hemmelige ø (1963), Villa Vennely om call-girls (1964) og Fanny Hill (1965). Biografens lejemål blev opsagt i 1966, og biografen spillede sin sidste forestilling den 30. september 1966, filmen Operation Helvede med John Wayne i hovedrollen.
Efter lukningen af biografen blev ejendommen ombygget, og der blev senere indrettet teater, Bristol Teatret, i en del af den gamle biografsal. Teatersalen blev i 1971 lejet af Morten Grunwald, der drev Bristol Teater indtil 1980, da Lone Hertz og Malene Schwartz overtog driften, der dog blev indstillet i 1982.